# Safdarjungs mausolæum
Safdarjungs mausoleum (Hindi: सफ़दरजंग का मक़बरा, Urdu: صفدر جنگ کا مقبره Safdarjang ka Maqbara) er en begravelseshave med et marmor-mausoleum, der ligger i New Delhi, Indien. Det blev bygget i 1754 i stilen fra det sene mughalemperie (samme stil som Taj Mahal er bygget i) og er blevet beskrevet som "det sidste glimt af lys fra mughalarkitekturens lampe". Bygningens øverste etage huser Archaeological Survey of India, en organisation under Indiens kulturministerium, der varetager og holder opsyn med arkæologiske aktiviteter i Indien. Man får adgang til haven, der er holdt i Mughal have-stilen influeret af Persisk have-stilen, gennem en udsmykket port. Dennes facade er dekoreret med sindrige gipsudskæringer.
Mausoleet har givet navn til Safdarjung Airport, Safdarjung Road, Safdarjung Terminal, Safdarjung Hospital, samt steder som Safdarjungenklaven og Safdarjung Development Area (SDA), der alle findes i nærliggende New Delhi.